# Ichnanthus pallens
Ichnanthus pallens là một loài thực vật có hoa trong họ Hòa thảo. Loài này được (Sw.) Munro ex Benth. mô tả khoa học đầu tiên năm 1861.